# Ought
Ought was een Canadese artpunk-band uit Montreal.
Ought werd in 2012 opgericht, toen een aantal muzikanten samen ging wonen in een muziekoefenruimte en daar hun eerste materiaal ging opnemen. Datzelfde jaar kwam het debuut uit, de EP New Calm.
De band werd daarna gecontracteerd door Constellation Records en bracht in 2014 het album More than Any Other Day uit. Deze plaat kreeg gunstige kritieken, waaronder een Best New Music-waardering van Pitchfork. Rolling Stone vergeleek de muziek van Ought met die van Pere Ubu en de zang van Tim Darcy met die van David Byrne. More than Any Other Day figureerde op talloze jaarlijsten, zoals die van Rolling Stone, Pitchfork, Drowned In Sound, Loud and Quiet, Exclaim! en Paste, en eindigde op de 20e plaats van de Heatseekers chart van Billboard.
In september 2015 kwam de opvolger, Sun Coming Down, uit. Ook deze plaat kreeg positieve kritieken.
In 2017 bracht zanger-gitarist Tim Darcy zijn eerste soloalbum uit, Saturday Night.
Op 4 november 2021 maakte de band bekend dat ze "geen actieve band meer" waren. Tim Darcy en Ben Stidworthy gingen samen met drummer Evan Cartwright van US Girls verder als Cola. Dezelfde dag kwam de debuutsingle "Blank Curtain" uit.

## Bandleden
- Tim Darcy - zang, gitaar
- Matt May - toetsen
- Ben Stidworthy - basgitaar
- Tim Keen - drums, viool

## Discografie

### Albums
- 2014 - More than Any Other Day
- 2015 - Sun Coming Down
- 2018 - Room Inside the World

### Ep's
- 2012 - New Calm
- 2014 - Once More With Feeling
- 2018 - Four Desires